# العقد (قصة قصيرة)
العِقد أو القِلادَة (بالفرنسية: La Parure)‏ هي قصة قصيرة كتبها الكاتب الفرنسي غي دو موباسان عام 1884. اُشتُهِرَت القصة بأسلوب السخرية؛ إذ ينتهي سرد الحبكة بنهاية ملتوية (سخرية ظرفية)، وهي السمة المميزة لأسلوب دي موباسان. نُشرت القصة لأول مرة في 17 فبراير 1884 في جريدة لو جولوا الفرنسية.
تدور أحداث القصة في باريس في القرن التاسع عشر، في وقت اتسعت فيه الفجوة بين الطبقات الاجتماعية في فرنسا. تحكي القصة حياة ماتيلد لويسل، غير سعيدة وغير راضية عن البيئة المتواضعة التي تعيش فيها، وكما هو واضح، ستتخذ ماتيلد خياراتها على أمل أن ترتفع فوق طبقتها الاجتماعية، لكن تقودها خياراتها إلى سقوطها الشخصي والمالي والاجتماعي.
يستغل موباسان في هذه القصة القصيرة أطروحة الحتمية الاجتماعية، والتي يوضحها بسلوكيات ماتيلد لوسيل، الناتجة عن التأثير المجتمعي الذي تتعرض له. مُثِّلَت القصة في السينما والتلفزيون عدة مرات.

## القصة

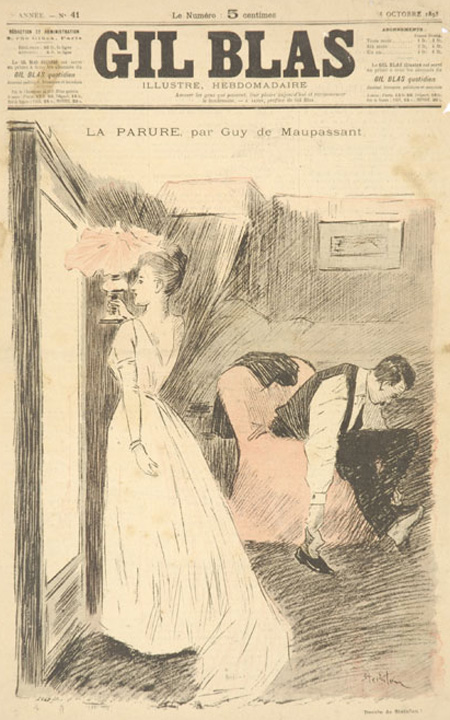
قصة "La Parure"، صورة لـ صفحة العنوان في صحيفة Gil Albs، تاريخ 8 أكتوبر 1893.

تتخيل السيدة ماتيلد لويسيل نفسها دوماً بأنها أرستقراطية، على الرغم من أنها وُلدت في عائلة من الطبقة المتوسطة الدنيا، وُلِدَت دون تخطيط من أهلها؛ فهي كما يُقال «حادث القدر» (بالفرنسية: d'accident du destin)‏. تزوجت ماتيلد من موظف (كاتب حكومي) يتقاضى أجراً متواضعاً، اسمه في القصة مونسيور لويسيل أي السيد لويسيل، يحاول دوماً بذل قصارى جهده ليجعلها سعيدة، لكن ليس لديه ما يقدمه. من خلال التسول في العمل يستطيع زوجها الحصول على دعوة لكل منهما من شخصية مهمة من حزب وزارة التعليم. ترفض ماتيلد الذهاب للحفلة لأنها لاتمتلك ملابس جميلة لارتدائها، ولا تريد أن تشعر بالحرج أمام الطبقة العليا.
شعر السيد لويسيل بالحزن لرؤية زوجته مستاءة؛ فهو يحبها كثيراً ويريد أن يراها سعيدة. باستخدام كل المال الذي كان يدّخره لشراء بندقية صيد، يعطي ماتيلد 400 فرنك لزوجته لشراء ملابس فاخرة. تشتري ماتيلد ثوباً ولكنها لا تزال غير راضية لأنها تفتقر إلى المجوهرات. لم يكن لدى الزوجين الكثير من المال، لذا إقترح زوجها أن تشتري الزهور لترتديها معه، لم ترقها فكرة الزهور فاقترح عليها اقتراض شيء ما من السيدة جان فوريستر، وهي صديقتها. تستعير ماتيلد أغلى قطعة من السيدة فوريستر؛ قلادة ماسية ضخمة.بحماس تذهب ماتيلد إلى الحفلة وتثير إعجاب الجميع، حتى أن صاحب الحفلة بنفسه قام بالرقص معها، مما جعلها تحس باقصى انواع السعادة . وبعد ليلة سعيدة، تغمر نفسها في حياة الفرح التي تعتقد أنها تستحقها، وعندما تنتهي الحفلة، تكتشف ماتيلد أنها فقدت القلادة. تحاول إيجاد طريقة سريعة لاستبدالها، فتذهب إلى متجر «باليه-رويال» وتجد عقد مماثل سعره 40 ألف فرنك، لكن بعد جدال طويل تستطيع الحصول عليه بمبلغ 36 ألف فرنك. على مدى السنوات العشر القادمة، تصبح ماتيلد كبيرة في السن، وتتخلى عن خادمتها، ويبيع الزوجان كل ما يملكانه، كما يضمنان القروض بأسعار فائدة عالية لدفع ثمن العقد.
بعد عشر سنوات، وبعد أن دفعت الدين بأكمله، كانت ماتيلد تسير في الشانزليزيه، ترى فجأة مدام فورستير، التي بالكاد تعرفت عليها من ملابسها الرخيصة والمهترئة نوعاً ما. بينما تتحدثان مع بعضهما البعض، اعترفت ماتيلد بالحقيقية موضحة أنها أضاعت العقد واستبدلته من خلال شراء واحد جديد مقابل 40 ألف فرنك، وأنه بسبب السيدة فورستير والعقد؛ عاشت حياتها بشكل مروع وممل على مدى السنوات العشر الماضية. شعرت السيدة فورستيير بالذهول. وامسكت بيد ماتيلدي وهي تشرح لها بسخرية وذهول ، موضحة لها ان القلادة التي اقرضتها لها كانت مزيفة؛ لقد كانت «مصنوعة من الألماس الصناعي»، وأنها لا تساوي أكثر من 500 فرنك.
| العقد (قصة قصيرة) | أوه، ماتيلد المسكينة! لقد كان تقليداً! لم يكن يساوي أكثر من خمسمائة فرنك! | العقد (قصة قصيرة) |

## الشخصيات
الشخصيات في القصة:
- ماتيلد لويسيل (بالفرنسية: Mathilde Loisel)‏:  امرأة جميلة تتوق إلى حياة الرفاهية والثروة.

- المونسيور لويسيل (بالفرنسية: Monsieur Loisel)‏: زوج ماتيلد لويسيل المتفرغ الذي يكتفي بنمط حياته المتواضع. يجد أنه من غير المفهوم تماما أن ماتيلد لا تقبل أسلوب حياتها. ومع ذلك فإنه يرضي رغباتها للتألق والمرح لأنه يود لها أن تكون سعيدة.

- مدام فورتيير (بالفرنسية: Madame Forestier)‏: صديق ماتيلد الثرية، وهي التي تقرض ماتيلد القلادة.

- جورج رامبونو ومدام جورج رامبونو (بالفرنسية: George Ramponneau et Mme George Ramponneau)‏: جورج رامبونو هو صاحب الحفل ووزير التعليم العام، وهو أعلى رتبة من المونسيور لويسيل.

## الموضوع

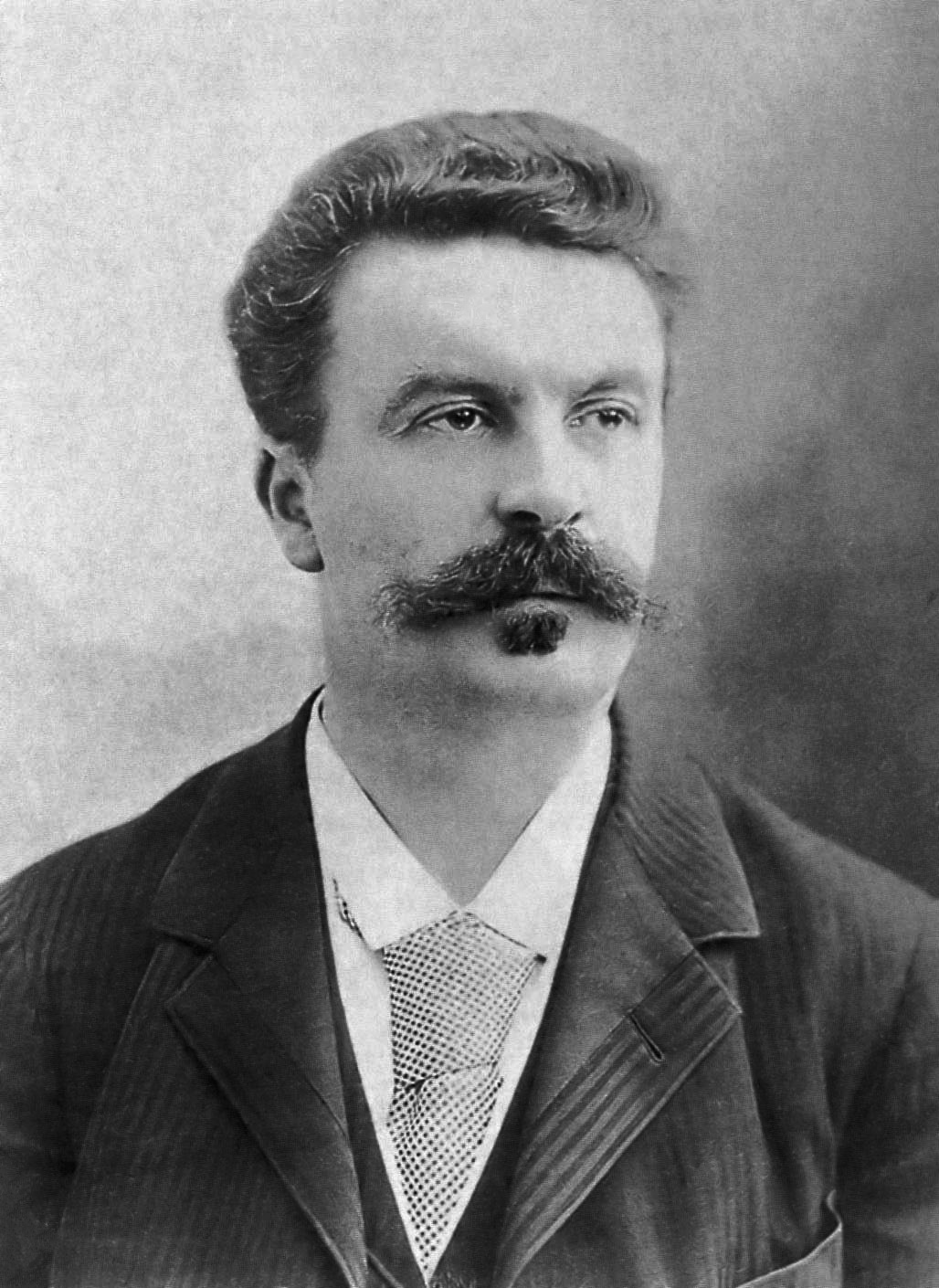
الكاتب غي دي موباسان.

واحدة من الموضوعات داخل «القلادة» هي انقسام الواقع مقابل المظهر. مدام لويسيل جميلة في الخارج، ولكن من الداخل مستاءة من أسلوب حياتها الأقل ثراءً، وهذا يعزز لديها فكرة أن الثروة تعني السعادة. ماتيلد جشعة وهذا ما يتناقض مع زوجها الكربم اللطيف. تعتقد أن الثروة المادية ستجلب فرحتها، وكبريائها يمنعها من الاعتراف بأنها فقدت قلادة فورستير وليس كسرتها.
بسبب فخرها وهاجسها بالثروة، خسرت ماتيلد سنوات من حياتها وقضت كل مدخراتها على استبدال القلادة، فقط لتكتشف أن القلادة الأصلية كانت مزيفة.
توضح القصة قيمة الصدق. لو أن ماتيلد كانت صادقة مع مدام فورستير، فمن المحتمل أنها كانت قادرة على استبدال القلادة بسهولة والاستمتاع بالازدهار الذي كانت تريده ولكن لم يكن لديها.
في بداية القصة كانت امرأة كاذبة. أرادت أن تكذب على الناس وتبين لهم أنها غنية، لذلك كان عليها أن تأخذ القلادة من صديقتها وكذبت مرة أخرى عندما أخبرت صديقتها أنها كسرت القلادة وفقدتها. وعندما قررت أن تقول الحقيقة، علمت الحقيقة، أن القلادة مزيفة!

## التأثيرات
فيما يلي تأثير قصة «القلادة» في السينما والتلفزيون:
- قلادة الماس (1921) (بالإنجليزية: The Diamond Necklace)‏، وهو فيلم بريطاني صامت.
- سلسلة من اللآلئ (1929) (بالصينية: 一串珍珠) وهو فيلم صيني.[4]
- حلقة العقد (1949) وهي الحلقة الأولى من المسلسل تلفزيوني يور شو تايم (بالإنجليزية: Your Show Time)‏.
- ماتيلد (2008) وهي مسرحية موسيقية لفنان الأيرلندي كونور ميتشل.[5]
- عقد الماس (بالماليالامية: දියමන්ති මාලය)، ترجمت للانجليزية من قبل كاروناثيالك تحت عنوان (Diyamanthi Maalaya)[6]
- عقد الماس، وهي حلقة دراما انتجت في مصر من بطولة ليلى علوي

استلهمت الأعمال التالية جزئياً من «القلادة»:
- «لصق» (1899) (بالإنجليزية: Paste)‏، قصة قصيرة لهنري جيمس حيث تُعْكَس النهاية.[7]
- «السيد نو-أول» (1925) (بالإنجليزية: Mr. Know-All)‏ و«سلسلة من الخرز» (1943) (بالإنجليزية: A String of Beads)‏، قصص قصيرة من سومرست موم، يدور حولهما سعر قلادة.[8]
- قلادة الماس (1955) من مسلسل ايمباكت (بالإنجليزية: Impact)‏.[9]
- فانيلا فيدو (2014) فيلم درامي من السينما التاميلية، قصته مشابهة لموضوع العقد الرئيسي.

## وصلات خارجية
لم يتم العثور على روابط لمواقع التواصل الاجتماعي.